# Monte Argentario
Monte Argentario är en kommun på udden Promontorio Argentario i provinsen Grosseto i regionen Toscana i Italien. Kommunen hade 12 397 invånare (2018).